# Famille von Posadowsky
La famille von Posadowsky est le nom d'une famille noble silésienne.

## Histoire
La famille est originaire du duché d'Œls. Elle apparaît pour la première fois en 1317 avec Nikolaus von Jenkowitz, avec lequel commence également la lignée. Le nom de famille est adopté après Possadowitz (Postelwitz), acquis vers 1350. Le 26 juin 1706, Hans Adam Posadowsky von Postelwitz auf Rohrau est élevé au rang de baron de Bohême avec le titre « von Postelwitz », et le 19 janvier 1743 au statut de comte prussien avec le titre « von Wehner », à la suite de quoi la famille porta la forme de nom habituelle "comte von Posadowsky-Wehner, baron von Postelwitz".

## Personnalités
- Karl Friedrich von Posadowsky (1695-1747), lieutenant général prussien et directeur de l'Académie de chevalerie de Liegnitz[3]
- Christian Wilhelm Siegmund von Posadowsky (1725-1791), lieutenant général prussien[4]
- Adolph Friedrich Edwin von Posadowsky-Wehner, 1867-1875 administrateur de l'arrondissement de Löbau-en-Prusse-Occidentale (de) et l'arrondissement d'Hofgeismar
- Edwin comte von Posadowsky-Wehner (1834-1919), avocat et administrateur
- Arthur von Posadowsky-Wehner (1845-1932), député du Reichstag, administrateur de l'arrondissement de Wongrowitz, de l'arrondissement de Kröben et de l'arrondissement d'Elbing[5]
- Harry von Posadowsky-Wehner (de) (1869-1923), amiral et diplomate[6]
- Nikolaus von Posadowsky-Wehner, 1908-1925 administrateur de l'arrondissement d'Elbing
- Kurt comte von Posadowsky-Wehner (1903-1996), érudit allemand et fondateur de l'Institut Goethe de Thessalonique
- Harald von Posadowsky-Wehner (de) (1910-1990), diplomate allemand[7]

## Armes
La famille Posadowsky appartient à la communauté héraldique d'Abdank, qu'elle utilise comme armoiries familiales avec une couleur différente, et plus tard comme bouclier cardiaque dans les armoiries du comte écartelé (1743).

Les armoiries de la famille présentent une barre bleue brisée trois fois en argent. Sur le casque bleu et argent se trouve un lion argenté (doré) en pleine croissance.

Armoiries familiales («Abdank») de la famille von Posadowsky
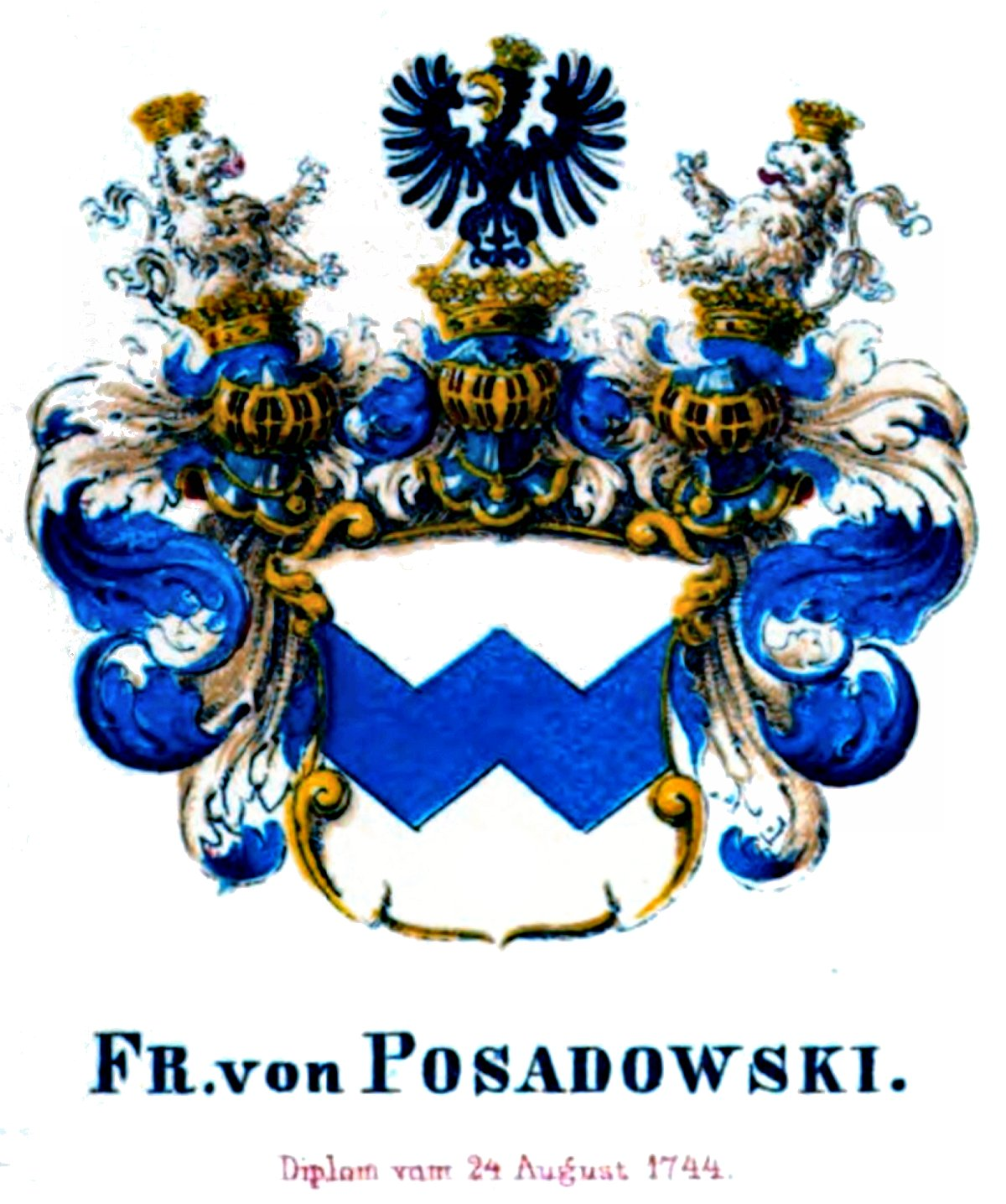
Armoiries des barons von Posadowsky dans l'armorial silésien de Dorst (de)
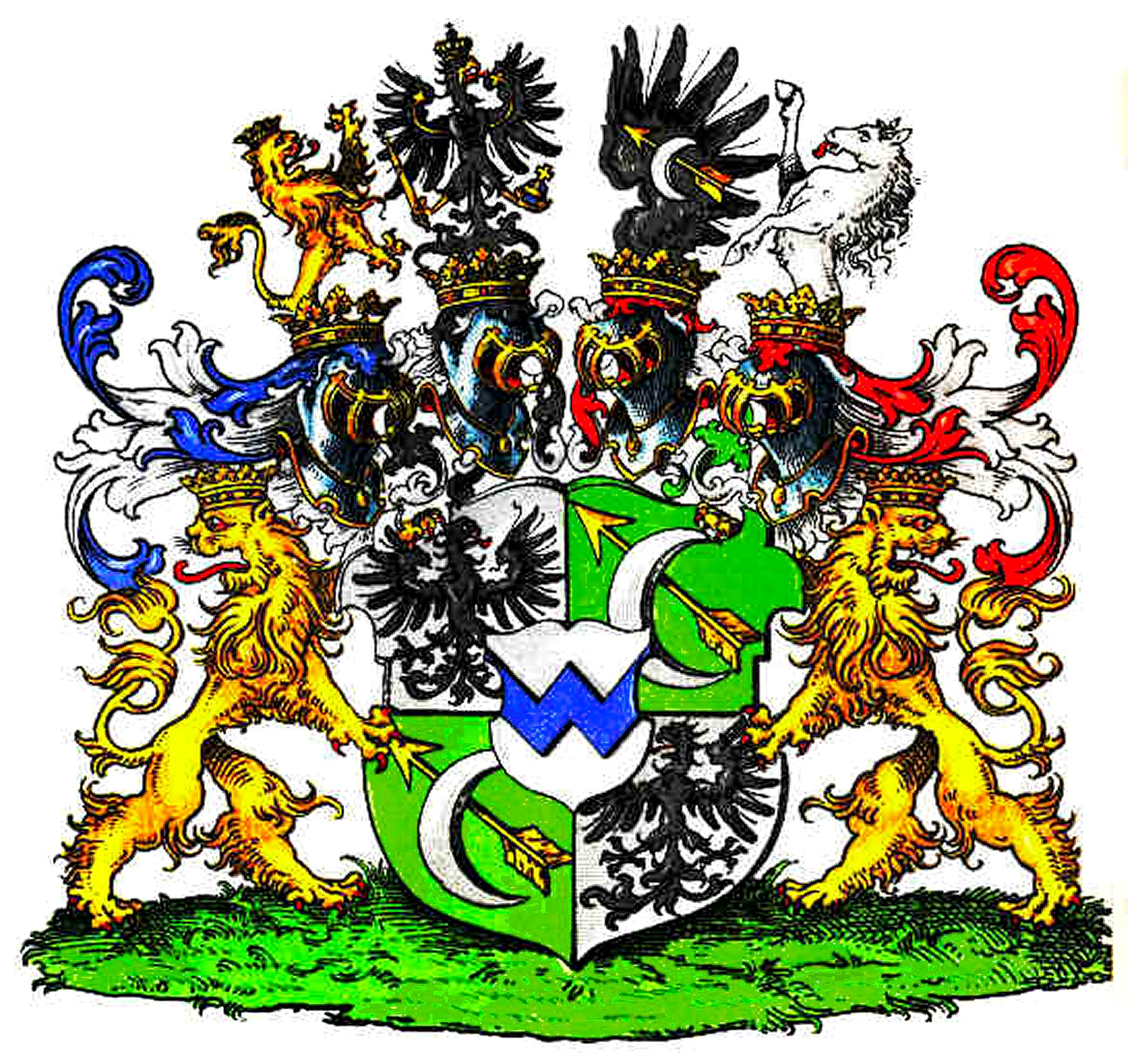
Armureries des comtes de Posadowsky-Wehner dans l'armorial silésien de Krane